# Lakshaphagus hautfeuilli
Lakshaphagus hautfeuilli är en stekelart som först beskrevs av Mahdihassan 1925.  Lakshaphagus hautfeuilli ingår i släktet Lakshaphagus och familjen sköldlussteklar. Inga underarter finns listade i Catalogue of Life.